# Rupert Sanders

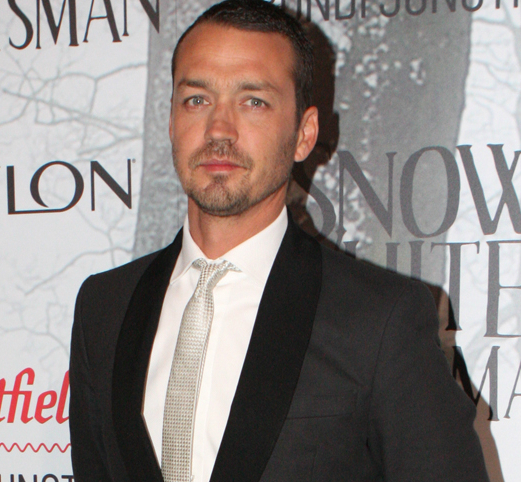
Sanders bei der Premiere von Snow White and the Huntsman im Juni 2012 in Sydney

Rupert Miles Sanders (* 16. März 1971 in London) ist ein britischer Werbefilm-, Kurzfilm- und Spielfilmregisseur, der in Los Angeles arbeitet.

## Leben
Rupert Sanders ist der älteste Sohn von Michael und Thalia. Seine Mutter besaß im Londoner Stadtteil Fulham ein Geschäft für Puppenstuben, sein Vater war Augenarzt. Die erfolgreiche Arbeit an den Werbefilmen erlaubte Sanders den Umzug nach Los Angeles. Mitte der 1990er lernte er das Model Liberty Ross (* 1978) kennen. Sie ist die Schwester seines besten Freundes, des Oscar-Preisträgers Atticus Ross. Sie heirateten 2005 und haben zwei gemeinsame Kinder, Skyla und Tennyson. 2013 reichte Ross die Scheidung ein, nachdem Sanders zuvor eine Affäre mit Kristen Stewart hatte.
Sanders machte an der Central Saint Martins College of Art and Design einen Abschluss in Grafikdesign. Zunächst führte er bei Werbefilmen im Fernsehen Regie, unter anderem für bekannte Unternehmen wie Nike, Adidas, Xbox und Guinness. Mit seinem Werbespot für Halo 3: ODST hat er zwei Goldene Löwen auf dem Cannes Lions International Advertising Festival gewonnen. Sein erster Spielfilm Snow White and the Huntsman lief ab dem 31. Mai 2012 in den deutschen Kinos.
2024 wurde The Crow veröffentlicht, seine Neuverfilmung von The Crow – Die Krähe.

## Filmografie
- 2012: Snow White and the Huntsman
- 2017: Ghost in the Shell
- 2024: The Crow

## Auszeichnungen
- 2009: Zwei Goldene Löwen beim Cannes Lions International Advertising Festival für einen Werbespot für Halo 3: ODST